# Nabucco (gázvezeték)

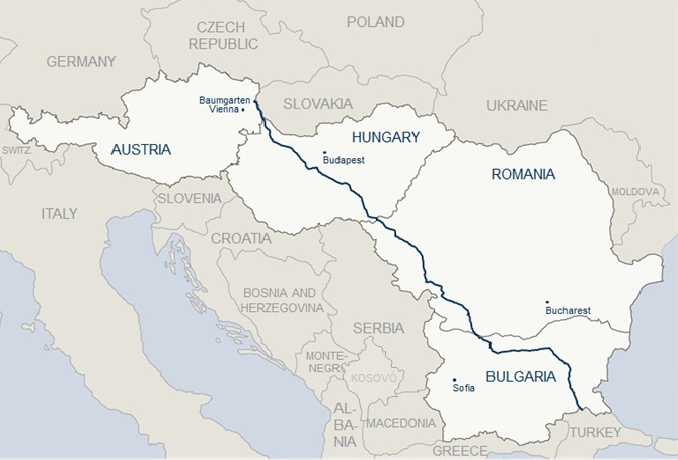
A Nabucco West földgázvezeték nyomvonala

A Nabucco West tervezett csővezeték, mely a török–bolgár határtól szállítana földgázt nyugati irányban Bulgárián, Románián és Magyarországon keresztül Ausztriáig. A Nabucco West az eredeti Nabucco gázvezeték projekt módosított változata, amely a törökországi Erzurumból futott volna az ausztriai Baumgarten an der March-ba.
A projektet támogatják az Európai Unió (EU) tagállamai az orosz földgáztól való függés enyhülését remélve, mivel a vezeték iraki, azerbajdzsáni, türkmenisztáni es egyiptomi eredetű földgázt is eljuttatna az EU területére. A projekt támogatója továbbá az Amerikai Egyesült Államok is.
A Nabucco West építése a Shah Deniz Konzorcium gázszállítási döntésétől függött. Amennyiben megépül, a Nabucco West várhatóan 2018-ban kezdi meg működését. A Shah Deniz Konzorcium azonban egy másik projekt, az Adria-gázvezeték (Trans Adriatic Pipeline, TAP) javára döntött 2013 júniusában, így a projekt kútba esett. Szóba jöhetne még gázforrásként a Románia partjainál 2012-ben felfedezett fekete-tengeri földgázkincs is, de erről egyelőre nincs döntés.
A becsült költségek nem ismertek, de Reinhard Mitschek, a Nabucco Gas Pipeline International GmbH vezérigazgatója 2012 végén azt mondta, hogy a Nabucco West költségei jóval alacsonyabbak lehetnek, mint a korábban becsült 7,9 milliárd euró. A projekt finanszírozás forrásait még nem határozták meg. Kereskedelmi célú beruházásként 30%-ban a projektben részt vevő partnerek, a fennmaradó részben pedig pénzügyi befektetők finanszírozzák. Az Európai Bizottság projekttámogatást nyújt a megvalósíthatósági tanulmányban becsült költségek 50%-ára, valamint 200 millió eurót különített el az Európai Gazdaságfejlesztési Terv keretében.
A projekt vezetője az osztrák OMV vállalat és a konzorciumban részt vesz a magyar MOL csoport is.
A Nabucco név Giuseppe Verdi azonos című operája nyomán született meg, ezt hallgatták a projekt résztvevői 2002-ben meg a Bécsi Állami Operában a tanácskozás után.
2010-ben a magyar kormány kiemelt jelentőségű projektté nyilvánította a Nabucco-beruházással kapcsolatos hatósági ügyeket.

## Versenytársai

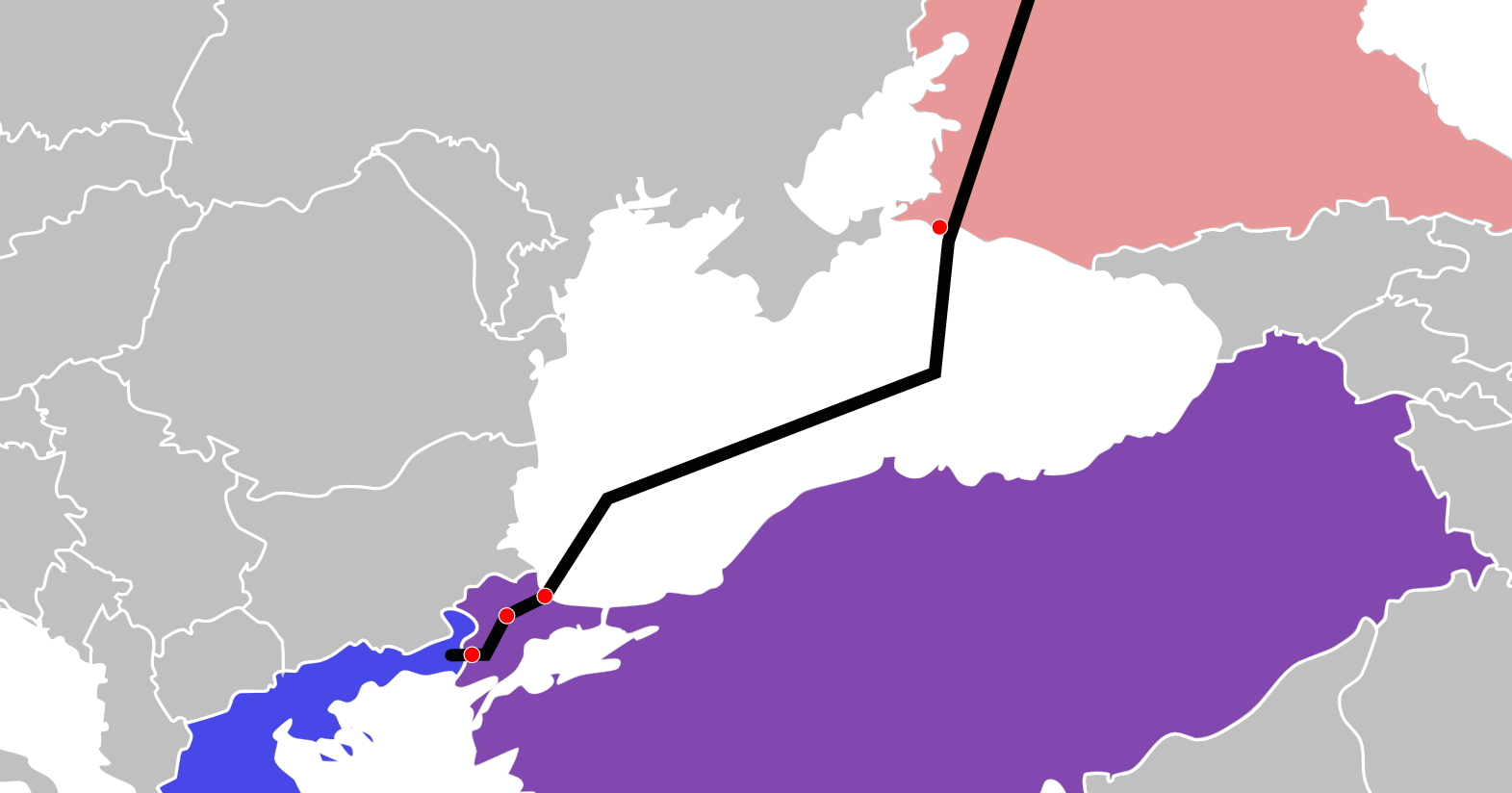
Török Áramlat

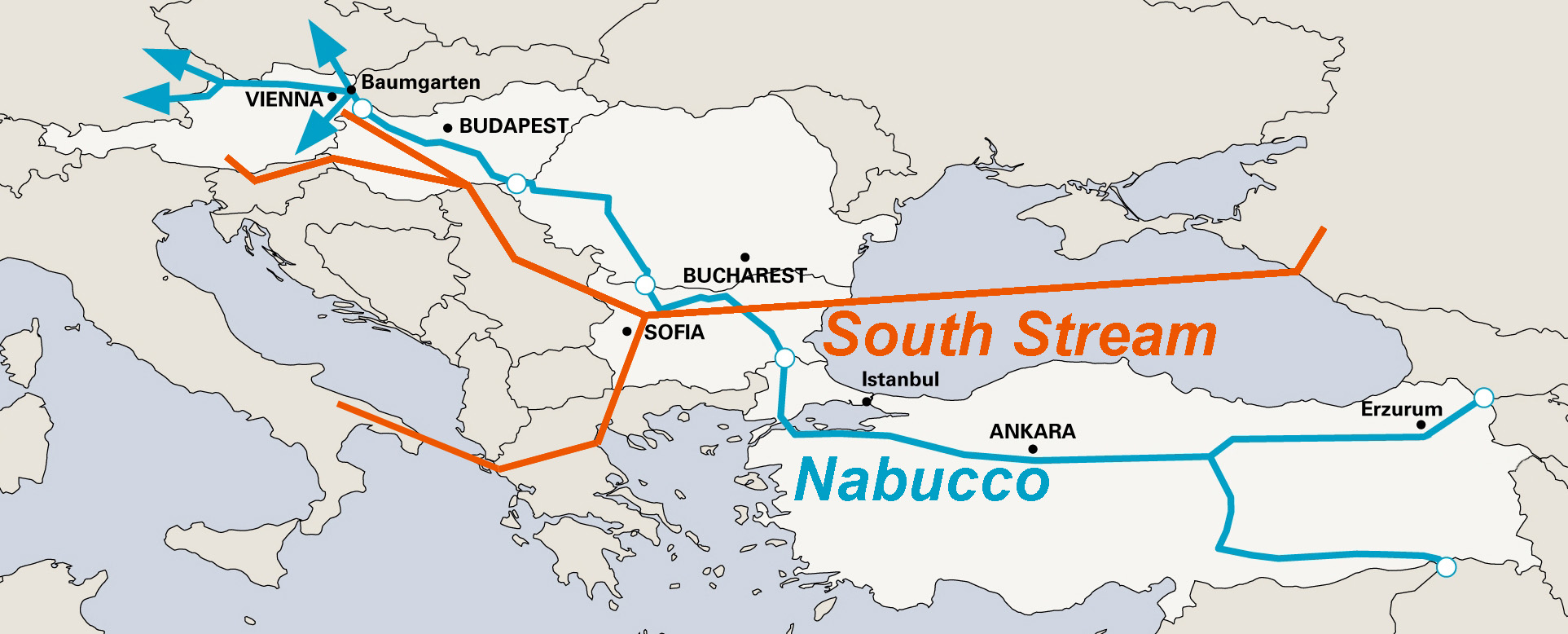
Az eredeti Nabucco és a Déli Áramlat

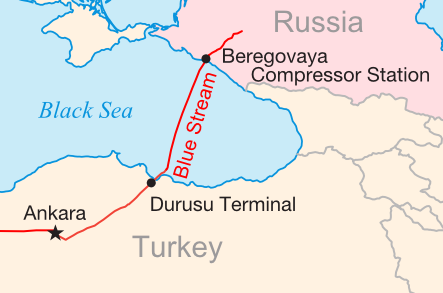
A Kék Áramlat (piros) nyomvonala

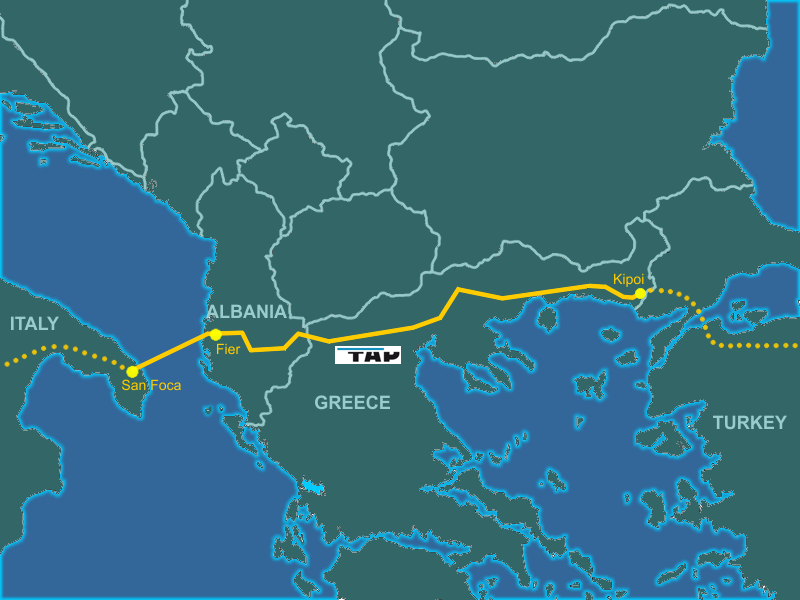
A Transzadriai Csővezeték, amely kiütötte a Nabuccót

Eredetileg az orosz Gazprom és az olasz ENI energiavállalatok által már részben megépített Kék Áramlat vezeték lett volna a versenytársa, amely Oroszországot és Törökországot köti össze, de tervezték meghosszabbítani a Balkán és Magyarország felé is.  Oroszország jelenleg az Ukrajnát megkerülő, Oroszországot és Bulgáriát a Fekete-tenger alatt összekötő Déli Áramlatot támogatja.
Fontos versenytárssá lépett elő a Transz-Anatóliai Gázvezeték (Trans Anatolian Pipeline, TANAP), amely a Nabucco eredeti nyomvonalán halad Törökországban. 2013 márciusában a Nabucco és a TANAP szándéknyilatkozatot írt alá, amelyben a két fél hivatalosan is megállapodott a Déli Gázfolyosó megépítésében való együttműködésről. A szándéknyilatkozat kimondja, hogy a NABUCCO és a TANAP műszaki és egyéb stratégiai jellegű információkat cserél ki egymással, és „olyan módon működik együtt, hogy az elősegítse saját projektjeik megvalósítását.”
A Nabucco versenytársai még az Adria-gázvezeték (TAP) és az Itália-Törökország-Görögország Interkonnektor (ITGI), amelyek az Adria alatt vezetnék el a Kaszpi-tenger térségéből érkező gázt. Az ITGI már kikerült a Shah Deniz-i gázért folyó versenyből. A Nabucco és a TAP közötti döntését várhatóan 2013. június 30-ig hozza meg a Shah Deniz Konzorcium.
Közép-Európa szempontjából további két versenytársról beszélhetünk: az Azerbajdzsán–Grúzia–Románia földgázszállító rendszerről (AGRI) és az ukrán kezdeményezésű, szintén Romániába tartó Fehér Áramlatról.

## A vezeték leírása
A Nabucco West 10 milliárd köbméter gázt szállítana, a kapacitást 23 milliárd köbméter éves mennyiségre lehet növelni, az előre látható igényeknek megfelelően.
A Nabucco projekt része az Európai Unió Transzeurópai energiahálózat programjának. Megvalósíthatósági tanulmánya az EU finanszírozásával készült. Az Európai Bizottság Nabucco-ügyi koordinátora Jozias van Aartsen.

## A projektcég
A Nabucco projektet a Nabucco Gas Pipeline International GmbH nevű cég koordinálja, amelyet 2004-ben hoztak létre Bécsben. Ügyvezető igazgatója Reinhard Mitschek. Részvényesei a következők:
- OMV, Ausztria
- MOL, Magyarország,
- Transgaz, Románia
- BEH, Bulgária
- BOTAŞ, Törökország

A részvényeseknek kezdetben 20-20 százalékos tulajdonrészük volt, az RWE csatlakozása után 16,67-16,67% volt. A konzorciumban a MOL helyett ma már az Földgázszállító Zrt. (FGSZ), a MOL-csoport egyik tagja vesz részt. Az RWE 2013. márciusban kivált a projektből, részvényeit az OMV vette át. 2013. május 28-án a francia GDF Suez (GSZ) megállapodott az OMV-vel, hogy megvásárolja a Nabucco Gas Pipeline International GmbH részvényeinek 9%-át

## Gázforrásai

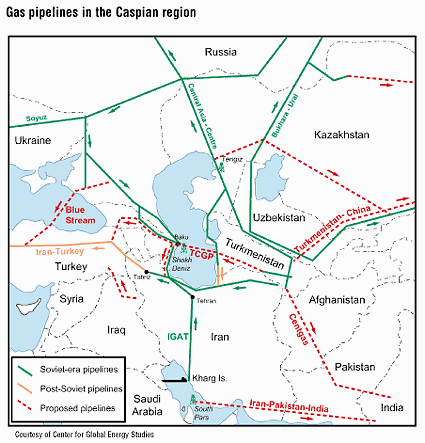
Gázvezetékek a Kaszpi-tenger térségében

Létrehozásának fő indoka, hogy az EU országainak függősége az orosz gázszállításoktól túl erős. Ezt a véleményt erősítették a visszatérő orosz-ukrán gázviták, amelyek következtében többször is korlátozták, illetve leállították az EU-ba és a Balkánra irányuló gázszállításokat, súlyos ellátási gondokat okozva (például 2009 elején). A Nabucco Oroszország helyett közel-keleti és közép-ázsiai országokból szállítana gázt.
- Fő forrása az azerbajdzsáni Şah Deniz-gázmező második fokozata. A gázvezeték 10-23 milliárd köbméter gáz szállítására képes éves szinten.[20]
- Türkmenisztán évi 10 milliárd köbméter gázt táplálna a vezetékbe.[21]
- Irán is jelentkezett szállítónak, ezt azonban az EU és az Egyesült Államok elutasították.[22][23][24]
- Hosszabb távon a Nabuccóba Kazahsztán is küldhet majd gázt az észak-kaszpi-tengeri térségből a tervezett Kaszpi-tengeri gázvezetéken keresztül.[25]
- Egyiptom, miután a Nílus-deltában az utóbbi években jelentős gázmezőket fedeztek fel, évi 3-5 milliárd köbméter gázt küldhet az arab gázvezetéken keresztül.[17]
- Az Arab Gázvezetéken át az iraki Ekasz mezőről is érkezhet gáz.[26]
- A MOL 2009. május 15-én 10%-os részesedést vásárolt a Pearl Petroleum Company Limited-ben. A Pearl az Irak Kurdisztáni Régiójában található Khor Mor és Chemchemal gáz- és kondenzátum mezők minden jogának tulajdonosa. Ezzel a stratégiai együttműködéssel a MOL előmozdítja a Nabucco gázvezeték elkészítését.[27]
- Az OMV javasolta a Nabuccónak, hogy a vállalat a Fekete-tengerben lévő Domino-1 nevű mélytengeri gázkútjából is szállítson gázt.[28]

## Vonala

A Nabucco eredetileg tervezett nyomvonala és kapcsolatai

Az eredeti Nabucco  gázvezeték a törökországi Ahiboztól az ausztriai Baumgarten an der Marchig futott volna, 3893 kilométer hosszan. A módosított, Nabucco West gázvezeték a török-bolgár határtól indulva követi az eredeti útvonalat. A Nabucco West teljes hossza 1329 km.
A lengyel gázvállalat PGNiG tanulmányozza azt a lehetőséget, hogy egy vezetékkel Lengyelországot is a Nabuccora kapcsolják.
A vezeték hossza országonként a következő:
- Bulgária: 424 km
- Románia: 475 km
- Magyarország: 383 km
- Ausztria: 47 km